# (35027) 1981 ET18
1981 ET18 (asteroide 35027) é um asteroide da cintura principal. Possui uma excentricidade de 0.17352270 e uma inclinação de 4.04076º.
Este asteroide foi descoberto no dia 2 de março de 1981 por Schelte J. Bus em Siding Spring.